# Carl Berggren
Carl Valdemar Berggren, född 20 oktober 1858 i Helgesta socken, Södermanlands län, död 18 april 1943 i Gävle Heliga Trefaldighets församling, var en svensk borgmästare. Han var svärson till Carl Björkman och far till Hans Berggren.
Berggren var son till kontraktsprosten Erik Abraham Berggren och Johanna Görcke. Efter hovrättsexamen i Uppsala 1882 blev Berggren vice häradshövding 1884, var auditör vid Hälsinge regemente 1887–1899, blev brottmålsrådman i Gävle stad 1890, polismästare 1893 och var borgmästare där 1899–1928. Han var ordförande i Gävle stads folkskolestyrelse och hälsovårdsnämnd, vice ordförande i direktionen för Gävle och Gästriklands lasarett, ordförande i styrelsen för Gefleborgs Enskilda Bank (från 1902) och senare Svenska Handelsbankens avdelningskontor i Gävle och ordförande i Gävle-Dala Järnvägs AB. Berggren är begravd på Gamla kyrkogården i Gävle.